# Храм Александра Невского (Минск)
Храм Святого Благоверного князя Александра Невского — православный храм в Минске, построенный в 1896—1898 годах на территории Военного кладбища города. Архитектор — Виктор Иванович Струев. Единственный храм Минска, почти полностью сохранивший свой первоначальный облик.

## История создания
На возведение храма-памятника строительным отделением Минского губернского правления в апреле 1896 года была утверждена смета на общую сумму 11 227 рублей и 39 копеек. Местом для строительства было выбрано Военное кладбище, которое находилось на окраине Минска и называлось Долгим бродом.
На сооружение храма в византийском стиле средства пожертвовали также войска местного военного гарнизона и частные лица — в основном родственники погибших воинов. Активно помогал в этом деле благочинный 30-й пехотной дивизии протоиерей Павел Богданович. 20 000 рублей на постройку храма внесла «дочь Кексгольмского полка» Мария Кексгольмская — турецкая сирота, подобранная солдатами полка в 1878 году на поле боя и воспитанная полком в духе православия.
Строительство было задумано как памятник воинам, отдавшим свою жизнь в русско-турецкой войне 1877—78 годов. Об этом напоминают сохранившиеся с тех пор две мемориальные доски, вмонтированные в центральный неф. На них выгравированы имена 118 воинов 30-й артиллерийской бригады и 119-го пехотного Коломенского полка, погибших при взятии Плевны в Болгарии. Кроме того, рядом с храмом находятся могилы нескольких героев войны 1877—78 годов — генерал-лейтенанта Э. В. Жиржинского, генерал-майора И. А. Бырдина, подполковников А. Т. Дехтярева, В. К. Жежеро и С. К. Абрамова.
Храм был спроектирован в стиле русского узорочья XVII века и возведён на месте маленькой деревянной церкви, стоявшей на этом месте.
Торжественное освящение храма состоялось 2 февраля 1898 года. Чин освящения совершил преосвященный Симеон (Линьков), епископ Минский и Туровский, в сослужении духовенства минских церквей и в присутствии большого числа горожан.

## Интересные факты
- За алтарной стеной похоронены останки высших офицеров, а рядом с ними находятся две братские могилы с останками солдат.
- Самым интересным элементом церкви можно назвать деревянную переносную церковку, которой пользовался Коломенский полк для молитв во время военных действий в Турции.
- В храме находится список (копия) святыни Белой Руси — Минской иконы Божией Матери, сделанный в XIX веке.| Знак «Историко-культурная ценность» | Объект Государственного списка историко-культурных ценностей Республики Беларусь Код: 712Г000046 |
- Во время Великой Отечественной войны храм подвергался бомбардировке, однако пробившая купол храма бомба не взорвалась. Она прошила центральный купол церкви и упала возле иконы Николая Угодника.[источник не указан 968 дней]
- При восстановлении церкви использовался красный кирпич, выпускаемый на одном латвийском заводе, который поставлял свою продукцию в московский Кремль.
- В киоте в правом приделе помещена икона Нерукотворенного образа Спасителя, автором которой по преданию является известный русский живописец Николай Ге. Икона была пожертвована храму одним из его попечителей в конце XIX века.
- В алтаре храма находится образ святителя Николая, который окружен особым почитанием и помещен на горнем месте. Бытующее в приходе предание связывает эту икону с подарком святых Царственных страстотерпцев Государя Императора Николая II и Императрицы Александры Коломенскому полку 22 декабря 1904 года во время смотра войск Минского гарнизона, отправлявшихся для участия в русско-японской войне[источник не указан 598 дней].

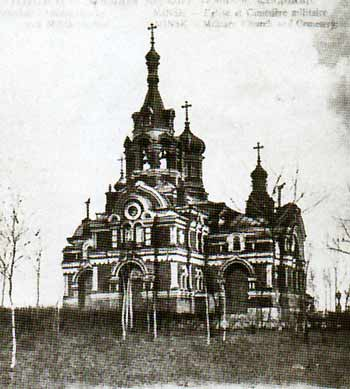
Храм после своей постройки

## Богослужения
Богослужения в храме совершаются ежедневно утром и вечером, кроме вечера понедельника.
Начало утренней службы в 09:00, вечерней — в 18:00. В воскресенье утром проходят две службы — в 07:00 и в 10:00.
В храме регулярно совершаются таинства крещения и венчания, есть собственный хор, действует воскресная школа.
С момента освящения храма и до нынешнего времени четыре раза в год на Вселенские субботы здесь проходят поминальные богослужения, в которых погибшие воины называются поименно.
Ежегодно 3 марта, в день, когда обрела независимость Болгария, на заупокойном молебне, во время которого поименно поминаются доблестные воины, присутствуют представители болгарского посольства.